# الدوري الكويتي 1974–75
أقيمت بطولة الدوري الكويتي الرابعة عشر في موسم 1974/1975، وقد شارك في البطولة 8 فرق، وقد فاز نادي القادسية الكويتي بلقب البطولة للمرة الرابعة في تاريخه.

## ترتيب الفرق
| الفريق                | لعب | فاز | تعادل | خسر | له | عليه | النقاط |
| --------------------- | --- | --- | ----- | --- | -- | ---- | ------ |
| نادي القادسية الكويتي | 14  | 12  | 0     | 2   | 49 | 22   | 24     |
| نادي الكويت           | 14  | 7   | 4     | 3   | 24 | 16   | 18     |
| نادي العربي الكويتي   | 14  | 7   | 3     | 4   | 28 | 21   | 17     |
| نادي السالمية         | 14  | 4   | 6     | 4   | 18 | 15   | 14     |
| نادي اليرموك          | 14  | 4   | 4     | 6   | 26 | 28   | 12     |
| نادي التضامن          | 14  | 3   | 5     | 6   | 23 | 30   | 11     |
| نادي كاظمة            | 14  | 3   | 3     | 8   | 17 | 20   | 9      |
| نادي الفحيحيل         | 14  | 2   | 3     | 9   | 14 | 47   | 7      |

## هداف البطولة
- جاسم يعقوب (القادسية) 24 هدف.

## أرقام من البطولة
- أكثر الفرق تحقيقا للفوز هو نادي القادسية الكويتي ب12 فوز.
- أقل الفرق تحقيقا للفوز هو نادي الفحيحيل بفوزين.
- أكثر الفرق تعرضا للتعادل هو نادي السالمية ب6 تعادلات.
- أقل الفرق تعرضا للتعادل هو نادي القادسية الكويتي حيث لم يتعادل.
- أكثر الفرق تعرضا للخسارة هو نادي الفحيحيل ب9 هزائم.
- أقل الفرق تعرضا للخسارة هو نادي القادسية الكويتي بهزيمتين.
- أكثر الفرق تسجيلا للأهداف هو نادي القادسية الكويتي ب49 هدف.
- أقل الفرق تسجيلا للأهداف هو نادي الفحيحيل ب14 هدف.
- أكثر الفرق استقبالا للأهداف هو نادي الفحيحيل ب47 هدف.
- أقل الفرق استقبالا للأهداف هو نادي السالمية ب15 هدف.